# St Winwaloe’s Church

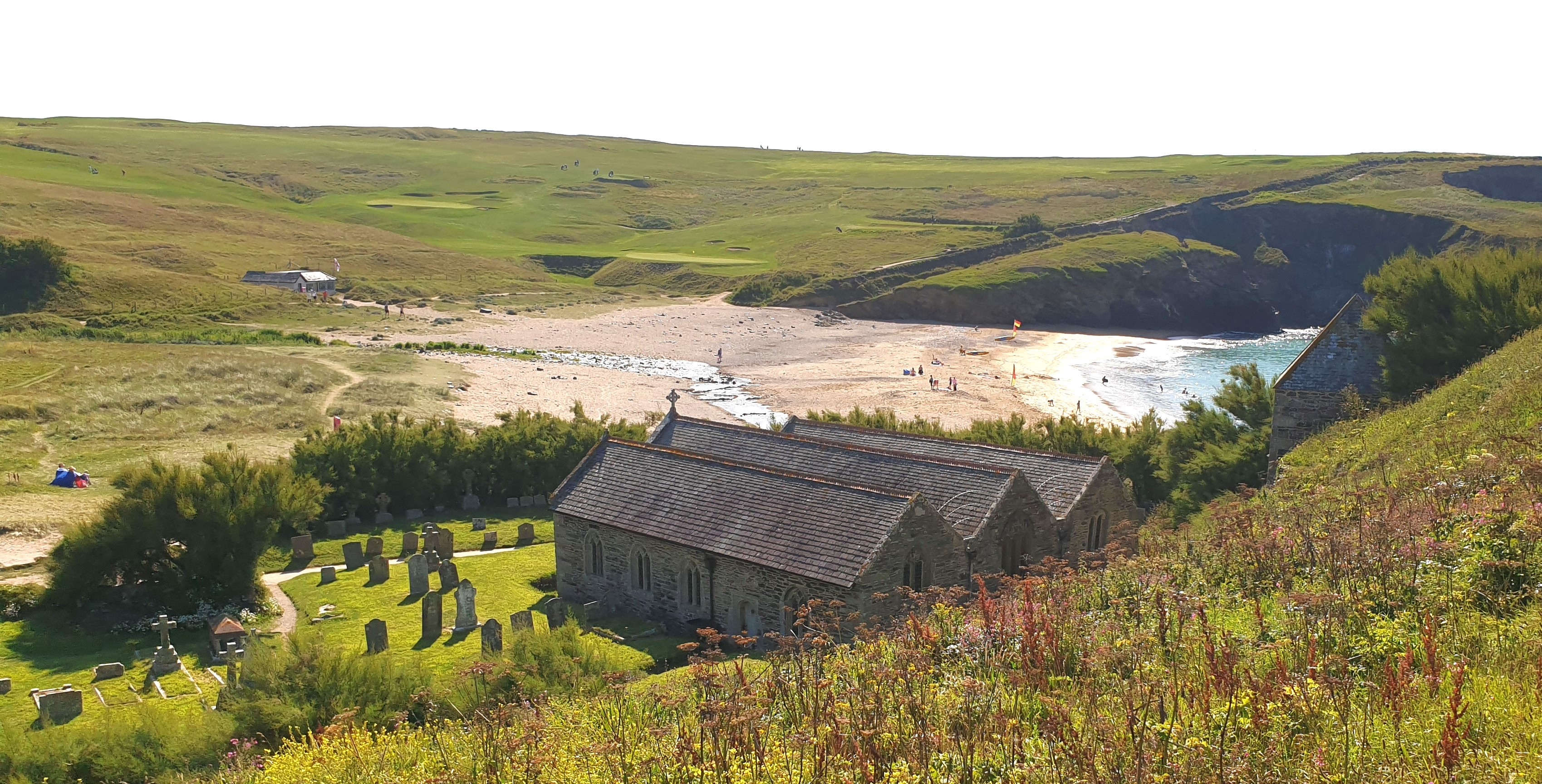
St Winwaloe’s Church am Church Cove

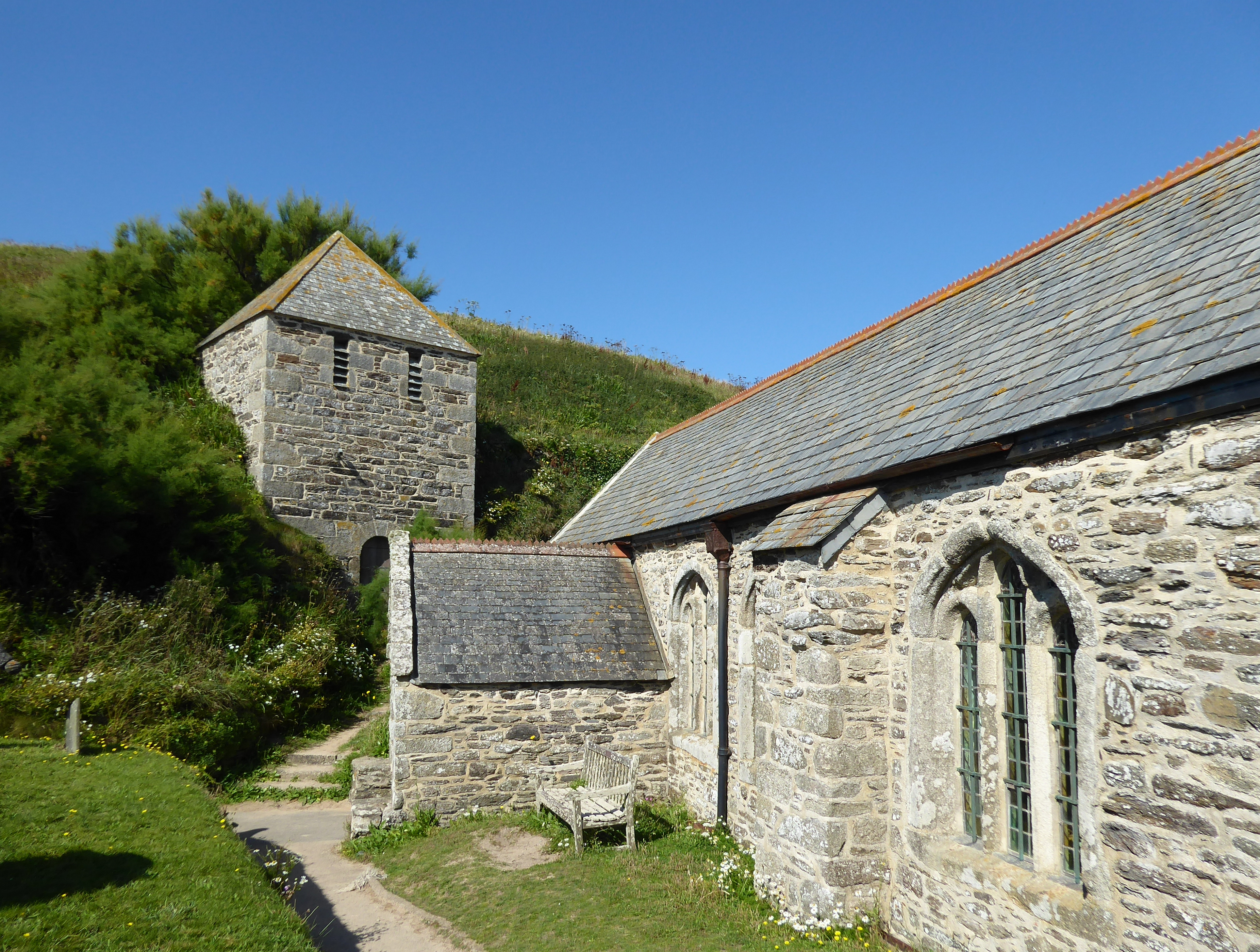
Kirche und freistehender Glockenturm

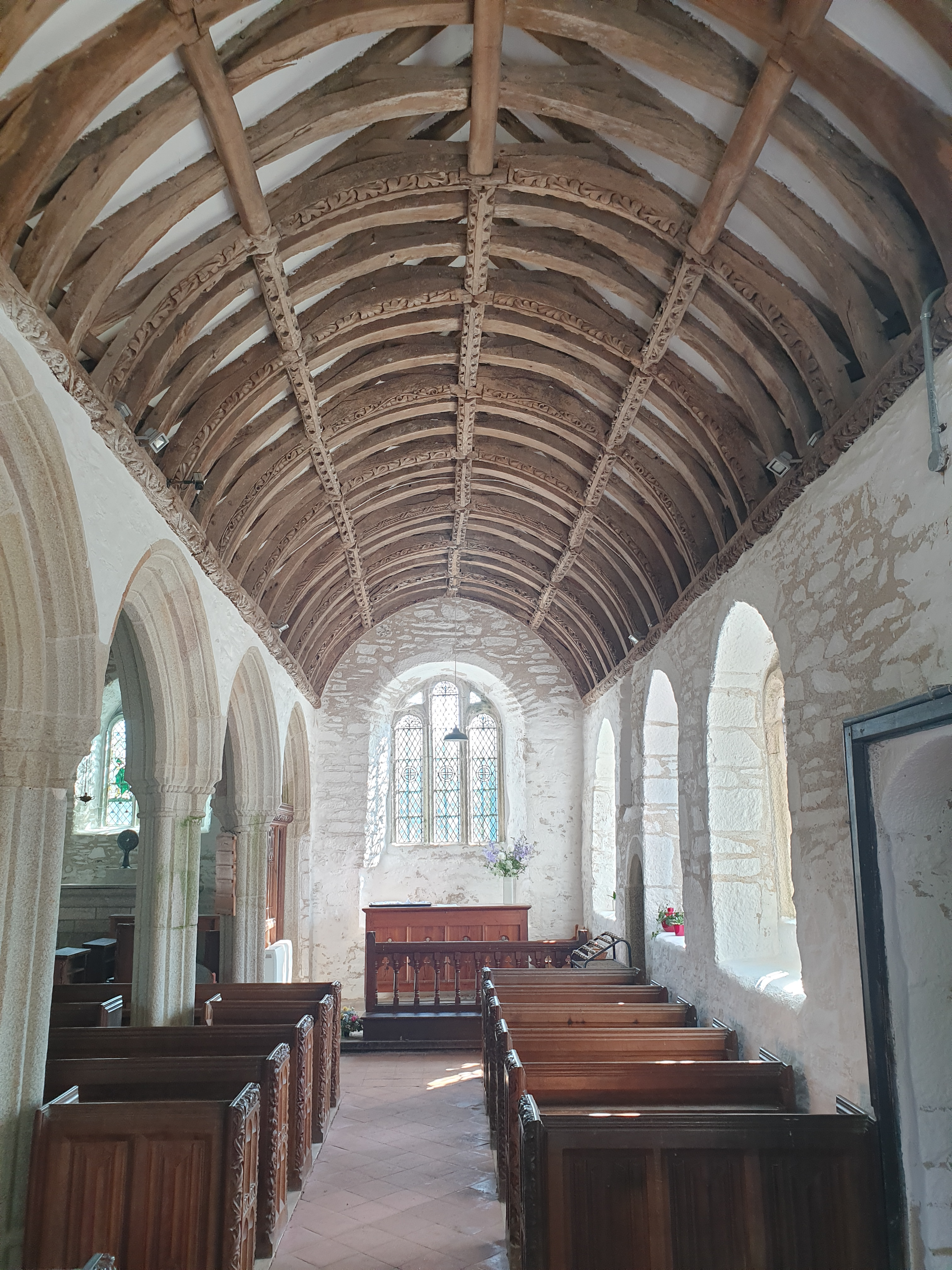
Südschiff mit Holztonne aus dem 15. Jahrhundert

St Winwaloe’s Church ist ein Kirchengebäude der anglikanischen Church of England, das sich freistehend an der Bucht Church Cove in Ufernähe nordwestlich des Lizard Point in Cornwall befindet. Die Kirche ist seit 1957 als Kulturdenkmal der Kategorie Grade I eingestuft. 

## Geschichte
Die dem bretonischen Heiligen Guénolé in der lokalen Abschleifung als Winwaloe gewidmete spätgotische dreischiffige Hallenkirche erhielt ihre heutige Gestalt im 15. Jahrhundert und soll auf eine Gründung des 5. Jahrhunderts zurückgehen und somit die älteste Kirche Cornwalls sein. Sie wird im Domesday Book aus dem 11. Jahrhundert genannt.
Die drei Kirchenschiffe befinden sich unter jeweils einem eigenen Dach mit Giebeln, der Chorraum ragt auf der Breite des Mittelschiffs nach Osten heraus. Die westliche Giebelseite des Kirchenschiffs stammt von einem älteren Vorgängerbau und entstand möglicherweise vor 1400. Der Glockenturm ist freistehend und wurde wahrscheinlich im 13. Jahrhundert errichtet. Die Kirche ist laut einer Inschrift über dem Portal auch als „Church of the Storms“ (Kirche der Stürme) bekannt und musste wegen ihrer gefährdeten Lage an der Westküste über die Jahrhunderte wiederholt durch große Mengen an Granitblöcken zur Bucht hin vor Stürmen und dem Meer geschützt werden. Im Jahr 1869 erfolgte unter der Leitung von Edmund Sedding eine umfassende Restaurierung, in deren Rahmen auch eine Reihe der ursprünglichen Fenstermaßwerke erneuert wurde. In der Kirche haben sich zwei Teile des Lettners aus dem frühen 16. Jahrhundert erhalten, die die Apostel darstellen. Das südliche Seitenschiff sowie die Vorhalle werden von einem hölzernen Tonnengewölbe aus dem 15. Jahrhundert, das teilweise mit Schnitzereien verziert ist, überwölbt.